# Fanny Schiller
Pour les articles homonymes, voir Schiller.
Fanny Schiller Hernández, née le 3 août 1901 à Mexico et morte le 26 septembre 1971 dans la même ville, est une actrice mexicaine durant l'époque dorée du cinéma mexicain. Elle remporte deux prix Ariel de meilleure actrice de second rôle, ainsi que deux autres nominations. Schiller est aussi une activiste par la création d'un syndicat d'acteurs et de la Rosa Mexicano. Très prolifique, elle participe au doublage de plusieurs personnages animés, ainsi que la voix officielle de nombreuses actrices mexicaines notables.

## Biographie
Née à Mexico, Fanny Schiller Hernández commence une carrière d'actrice à l'âge de 20 ans avec la compagnie comique Rosita Arriaga et participe à une tournée à travers le pays. Elle travaille également comme danseuse avec José María Topete, Consuelo Vivanco et María Conesa, avant de rejoindre la compagnie de sa future belle-mère, Virginia Fábregas (en).
Elle fait son début au cinéma avec le film El Cristo de oro (en) avec Manuel R. Ojeda (en) en 1926,, mais ne réapparait pas dans un film avant une dizaine d'années. Pendant cette période, elle performe dans des vaudevilles et des comédies. Alors que la plupart des films produits durant les années 1940 sont réalisés au Mexique, elle travaille fréquemment à Hollywood dans les années 1950,,.
Schiller était essentiellement connue pour ses rôles de femmes âgées excentriques. Elle reçoit un prix Herald pour son rôle dans Los Cuervos están de luto (en) (1965) et est nommée à quatre reprises pour l'obtention d'un prix Ariel, dont deux qu'elle remporte à titre de meilleure actrice de second rôle en 1947 et en 1951.
Reconnue pour son travail de doublage, Edmundo Santos, le directeur vocal des versions espagnoles de Disney, était si est impressionné par son talent et il l'engage afin de prêter sa voix à la Fée marraine dans Cendrillon (1950). Elle est aussi la voix de la fleur mauve (Snapdragon) dans Alice au pays des merveilles (1951), de tante Sara dans La Belle et le Clochard (1955) et de la fée Flora dans La Belle au bois dormant (1959). Durant les années 1960, elle œuvre pour Hanna-Barbera et prête sa voix à la mère de Fred Pierrafeu.

## Activités politiques
En 1955, Schiller tente de faire son entrée à la Chambre des députés du Mexique, alors que qu'il s'agit de la première fois qu'une femme est éligible à se présenter lors d'une élection depuis l'obtention du droit de vote en 1952. Elle est défaite, mais participe tout de même à la journée organisée par le PRI le 6 avril 1955 pour célébrer les progrès en matière de droits des femmes.
Peu avant sa mort, elle milite pour que la National Association of Actors (en) (Asociación Nacional de Actores) participe à la création de crèches pour les enfants des actrices. Plusieurs de ses consœurs actrices, incluant Socorro Avelar (en), Anita Blanch, Dolores del Río, Irma Dorantes, Gloria Marín, Carmen Montejo (en), Silvia Pinal et Amparo Rivelles, se joignent à elle pour former le groupe Rosa Mexicano,. Le but était de créer une crèche permettant aux actrices de pouvoir continuer à travailler et où les enfants reçoivent une éducation basée sur la pédagogie Montessori. Après que la crèche se déplace parmi plusieurs espaces temporaires, la première pierre du site définitivement choisi est installée le 30 avril 1972, peu de temps après sa mort.

## Vie privée
Provenant d'une famille d'acteurs, elle marie Manuel Sánchez-Navarro (1892-1969) lui-même fils de l'actrice Virginia Fábregas (en) (1871-1950). Son fils est l'acteur Manolo Fábregas (1921-1996) et les deux enfants de ce dernier, Mónica Sánchez Navarro (en) (née en 1954) et Rafael Sánchez Navarro (né en 1958), sont également acteurs. Schiller meurt à Mexico en septembre 1971.

## Distinctions
- 1947 : Cantaclaro (en), meilleure actrice dans un second rôle, prix Ariel[11]
- 1947 : Les Abandonnées ((es) Las abandonadas), meilleure actrice, nommée pour un Ariel[11]
- 1948 : Tell Me Marianne (en), meilleure actrice dans un second rôle, nommée pour un Ariel[11]
- 1951 : La mujer que yo amé, meilleure actrice dans un second rôle, prix Ariel[11]

## Filmographie

### Film
| Année | Titre                                                                     | Rôle                              | Notes        |
| ----- | ------------------------------------------------------------------------- | --------------------------------- | ------------ |
| 1926  | El Cristo de oro (en) The Golden Christ                                   |                                   |              |
| 1935  | Heroic Silence (en)                                                       | Modista                           |              |
| 1935  | Rosario (en)                                                              |                                   |              |
| 1937  | No te engañes corazón Don't Fool Yourself Dear                            | Refugio                           | Non crédité  |
| 1937  | La paloma                                                                 | Matilde                           |              |
| 1939  | Una luz en mi camino (en)                                                 | Sra. Bonato                       |              |
| 1940  | Herencia macabra (en) A Macabre Legacy                                    | Matilde                           |              |
| 1941  | Liga de las canciones                                                     |                                   |              |
| 1942  | Del rancho a la capital (en)                                              | Doña Consuelo de Rodríguez        |              |
| 1942  | Alejandra                                                                 | Rita                              |              |
| 1942  | Historia de un gran amor (en) A Great Love Story                          | Mesonera                          | Non crédité  |
| 1942  | La virgen que forjó una patria (en) The Saint Who Forged a Country        | Josefa Ortiz de Domínguez         |              |
| 1943  | Sang et Volupté (en) (Santa)                                              | Elvira Gómez                      |              |
| 1943  | Cuando habla el corazón (en)                                              | Doña Rosa                         |              |
| 1944  | La guerra de los pasteles (en)                                            | Tante Marietta                    |              |
| 1944  | La corte de faraón (en)                                                   | Viuda                             |              |
| 1944  | El rosario (en)                                                           | Duquesa                           |              |
| 1944  | La monja alférez (en) The Lieutenant Nun                                  | Doña Úrsula                       |              |
| 1944  | Mi lupe y mi caballo (en) My Lupe and My Horse                            |                                   |              |
| 1944  | El abanico de Lady Windermere (en) Lady Windermere's Fan                  | Duquesa                           |              |
| 1944  | Amores de ayer (en)                                                       |                                   |              |
| 1944  | El rey se divierte (en)                                                   |                                   |              |
| 1944  | Escándalo de estrellas (en)                                               | Paloma                            |              |
| 1945  | Les Abandonnées (es) Las abandonadas                                      | Ninón                             |              |
| 1945  | Tuya en cuerpo y alma (en) Yours in Body and Soul                         | Deborah                           |              |
| 1945  | Nosotros (en)                                                             |                                   |              |
| 1945  | Club verde (en)                                                           |                                   |              |
| 1945  | Flor de durazno (en) Peach Blossom                                        | Doña Encarnación                  |              |
| 1945  | Canaima                                                                   | Gallineta                         |              |
| 1945  | El monje blanco (en) The White Monk                                       |                                   |              |
| 1945  | Lo que va de ayer a hoy (en)                                              |                                   |              |
| 1945  | He Who Died of Love (en)                                                  | Tante Rita                        |              |
| 1945  | La casa de la zorra (en) The House of the Fox                             | Invitée de la fête                |              |
| 1946  | Cantaclaro (en)                                                           | Doña Nico                         |              |
| 1946  | Palabras de mujer                                                         | Doña María, mère de Fernando      |              |
| 1946  | La viuda celosa                                                           |                                   |              |
| 1946  | Bailando en las nubes                                                     |                                   |              |
| 1946  | Tú eres la luz                                                            |                                   |              |
| 1946  | Sinfonía de una vida (en) Symphony of Life                                |                                   |              |
| 1946  | Por un amor                                                               |                                   |              |
| 1946  | Las Colegialas                                                            | Leondina                          |              |
| 1946  | Ramona (en)                                                               |                                   |              |
| 1946  | El último amor de Goya                                                    |                                   |              |
| 1946  | Los maridos engañan de 7 a 9                                              |                                   |              |
| 1946  | Pervertida (en) Perverted Woman                                           |                                   |              |
| 1946  | Mujer contra mujer                                                        |                                   |              |
| 1947  | Tell Me Marianne (en) Tell Me Marianne                                    | Fru-Fru                           |              |
| 1947  | El tigre de Jalisco (en) The Tiger of Jalisco                             | Tante de Mary, touriste           |              |
| 1947  | Encadenada (El yugo)                                                      | Doña Julia                        |              |
| 1948  | Adventures of Casanova (en)                                               | Femme qui se plaint dans la foule | non créditée |
| 1948  | María la O                                                                |                                   |              |
| 1948  | La hermana impura                                                         |                                   |              |
| 1948  | La sin ventura                                                            |                                   |              |
| 1948  | Que Dios me perdone (en) May God Forgive Me                               | Olga                              |              |
| 1948  | Señora tentación (es)                                                     | Lupe, tante de Blanca             |              |
| 1948  | Algo flota sobre el agua                                                  | María Justina                     |              |
| 1948  | ¡Ay, Palillo, no te rajes!                                                | Tante Isadora                     |              |
| 1948  | El gallero                                                                | Isabel                            |              |
| 1949  | Les Bas-fonds de Mexico (es) Salón México                                 | Señorita prefecta                 |              |
| 1949  | Pobres, pero sinvergüenzas                                                | Señora                            |              |
| 1949  | Secreto entre mujeres                                                     | Tante Laura                       |              |
| 1949  | Bamba                                                                     | Doña Ofelia de Cacho              |              |
| 1949  | Opio (en) Opium                                                           |                                   |              |
| 1949  | La panchita                                                               | Doña Martinita                    |              |
| 1949  | Las tandas del principal (en)                                             | Doña Romualda                     |              |
| 1949  | Nosotros los rateros (es)                                                 |                                   |              |
| 1949  | Las puertas del presidio                                                  | Mère de Martin                    |              |
| 1950  | Duelo en las montañas                                                     | Mère de Esperanza                 |              |
| 1950  | La negra Angustias (es)                                                   |                                   |              |
| 1950  | Cendrillon                                                                | Fée marraine                      | Doublage     |
| 1950  | Lluvia roja                                                               | Tante de Elisa                    |              |
| 1950  | La dama del alba (en) The Lady of the Dawn                                | Aurelia                           |              |
| 1950  | Guardián, el perro salvador                                               |                                   |              |
| 1950  | La mujer que yo amé                                                       | Magdalena, mère de Rosita         |              |
| 1950  | De Tequila, su mezcal                                                     |                                   |              |
| 1950  | Donde nacen los pobres                                                    |                                   |              |
| 1950  | Curvas peligrosas                                                         | Mère de Esperanza                 |              |
| 1950  | Pata de palo                                                              | Señora de casade citas            |              |
| 1951  | Una gringuita en México (en) A Gringo Girl in Mexico                      | Tante Rosa                        |              |
| 1951  | Crimen y castigo (en) Crime and Punishment                                | Mère de Ramón                     |              |
| 1951  | ¡Baile mi rey!                                                            | Madame                            |              |
| 1951  | Nosotras las sirvientas (en) We Maids                                     | Mamá de Teresa                    |              |
| 1951  | Salon de Belleza                                                          | Doña Susana                       |              |
| 1952  | El beisbolista fenómeno                                                   | Doña Justa Carmona                |              |
| 1952  | Cuando los hijos pecan (en) When Children Sin                             |                                   |              |
| 1952  | Sangre en el barrio                                                       | Doña Beatriz                      |              |
| 1952  | La loca                                                                   | Señora González de la Cueva       |              |
| 1952  | Angélica                                                                  | Mère de Arturo                    |              |
| 1952  | Por ellas aunque mal paguen                                               | Doña Victoria                     |              |
| 1952  | El enamorado (es)                                                         | Hôtesse de la fête                |              |
| 1953  | Fruto de tentación (en) Forbidden Fruit                                   | Señorita directrice               |              |
| 1953  | Sombrero                                                                  | Doña Fela                         |              |
| 1953  | Doña Mariquita de mi corazón (en) Dona Mariquita of My Heart              | Doña Micaela                      |              |
| 1954  | La infame                                                                 | Victoria                          |              |
| 1954  | Lágrimas robadas                                                          |                                   |              |
| 1954  | Cantando nace el amor                                                     | Doña Ninfa                        |              |
| 1954  | El casto Susano (en)                                                      | Doña Virtudes                     |              |
| 1954  | La Mulâtresse Mulata                                                      | Doña Rosario                      |              |
| 1954  | La sobrina del señor cura                                                 | Doña Dolores                      |              |
| 1954  | Cuidado con el amor                                                       | Isabel                            |              |
| 1955  | Pecado mortal (en) Pecado Mortal                                          | Flora                             |              |
| 1955  | Historia de un abrigo de mink (es)                                        | Sofía, mère de Camila             |              |
| 1955  | Maternidad imposible                                                      |                                   |              |
| 1955  | A Life in the Balance (en)                                                | Carmen Martínez                   |              |
| 1955  | Las engañadas                                                             | Doña Carlota                      |              |
| 1955  | Padre contra hijo                                                         | Tante Domitila                    |              |
| 1955  | La Belle et le Clochard                                                   | Tante Sarah                       | Doublage     |
| 1955  | Le Trésor de Pancho Villa                                                 | Laria Morales                     |              |
| 1956  | Locura pasional (es)                                                      | Doña Jacinta, mère de Mabel       |              |
| 1956  | Enemigos                                                                  | Doña Lupe                         |              |
| 1956  | A Woman's Devotion (en)                                                   | Señora Reidl                      |              |
| 1956  | Juventud desenfrenada                                                     | Doña Mercedes                     |              |
| 1957  | Pablo and Carolina (en) (es) Pablo y Carolina                             | Señora Cirol                      |              |
| 1957  | Le Scorpion noir                                                          | Florentina                        |              |
| 1958  | Tu hijo debe nacer                                                        | Infirmière                        |              |
| 1958  | The Boxer (en)                                                            | Madrastra de Carmen               |              |
| 1958  | El Zorro escarlata en la venganza del ahorcado                            |                                   |              |
| 1959  | El Zorro Escarlata                                                        | La Bruja                          |              |
| 1959  | La Belle au bois dormant                                                  | Flora                             | Doublage     |
| 1959  | La mujer y la bestia                                                      | La Mariposa                       |              |
| 1959  | The Life of Agustín Lara (en) La vida de Agustin Lara                     | Estrella                          |              |
| 1959  | Kermesse                                                                  | Doña Cruz                         |              |
| 1959  | El zarco                                                                  |                                   |              |
| 1959  | El regreso del monstruo                                                   | La bruja / Doña Rebeca            |              |
| 1959  | Felicidad (es)                                                            |                                   |              |
| 1959  | Escuela de verano                                                         | Señorita Rosario                  |              |
| 1959  | Una señora movida                                                         | Lola                              |              |
| 1960  | Poker de reinas (es)                                                      |                                   |              |
| 1960  | Por ti aprendí a querer                                                   |                                   |              |
| 1960  | Chucho el Roto (en)                                                       |                                   |              |
| 1960  | Black Skull (en)                                                          | Épouse de Remigio                 |              |
| 1961  | El proceso de las señoritas Vivanco (en) The Process of the Vivanco Gilrs | Doña Conchita                     |              |
| 1961  | El pandillero                                                             | Madame Helene                     |              |
| 1961  | Mujeres engañadas                                                         | Doña Rita                         |              |
| 1961  | Aventuras de Chucho el Roto                                               |                                   |              |
| 1961  | Los jóvenes (en) Young People                                             | Carmelita, mère de 'El Gato       |              |
| 1961  | La captura de Chucho el Roto                                              |                                   |              |
| 1962  | Genii of Darkness                                                         | Rebecca, la sorcière              |              |
| 1962  | El malvado Carabel (en)                                                   | Modista                           |              |
| 1962  | The Hooded Men from Hell                                                  |                                   | Elle-même    |
| 1962  | La entrega de Chucho el Roto                                              |                                   |              |
| 1962  | Cielo rojo                                                                |                                   |              |
| 1962  | La venganza del resucitado                                                |                                   | Elle-même    |
| 1962  | El muchacho de Durango                                                    | Doña Manuela                      |              |
| 1962  | La barranca sangrienta                                                    | Doña Blanca                       |              |
| 1962  | La emboscada mortal                                                       |                                   |              |
| 1962  | El tejedor de milagros (en) The Weaver of Miracles                        |                                   |              |
| 1963  | Alias El Alacrán                                                          | Doña Manuela                      |              |
| 1963  | La risa de la ciudad (es)                                                 |                                   |              |
| 1963  | Jugándose la vida                                                         | Graciela                          |              |
| 1963  | México de mis recuerdos (en) México de mis recuerdos                      | Tante Gertrudis                   |              |
| 1963  | Baila mi amor                                                             |                                   |              |
| 1963  | El norteño                                                                |                                   |              |
| 1965  | L'amour a plusieurs visages Love Has Many Faces                           | Maria                             |              |
| 1965  | Los cuervos están de luto (es)                                            | Doña Enedina                      |              |
| 1966  | El cachorro                                                               |                                   |              |
| 1966  | El temerario                                                              |                                   |              |
| 1967  | La muerte es puntual                                                      |                                   |              |
| 1967  | Domingo salvaje (es)                                                      |                                   |              |
| 1967  | Los alegres Aguilares (en) The Cheerful Aguilares                         | Tante Natalia                     |              |
| 1967  | Arrullo de Dios                                                           | La bruja                          |              |
| 1968  | Sor Ye-yé (es)                                                            | Mamá de Juan                      |              |
| 1968  | María Isabel                                                              | Manuela                           |              |
| 1969  | No se mande, profe (en)                                                   | Directrice                        |              |
| 1969  | No juzgarás a tus padres                                                  |                                   |              |
| 1969  | La maestra inolvidable                                                    | Teódula                           |              |
| 1970  | Estafa de amor (en) Love Scam                                             |                                   |              |
| 1970  | Crónica de un cobarde                                                     |                                   |              |
| 1970  | Rubí (en)                                                                 | Toña - nana                       |              |
| 1970  | Las figuras de arena                                                      |                                   |              |
| 1971  | The Fearmaker                                                             |                                   |              |
| 1971  | Dos mujeres y un hombre                                                   |                                   | Elle-même    |

### Télévision
| Année | Titre                                             | Rôle         | Notes                                  |
| ----- | ------------------------------------------------- | ------------ | -------------------------------------- |
| 1952  | Crown Theatre with Gloria Swanson (en)            |              | Épisode : Short Story                  |
| 1957  | Captain David Grief (en)                          | Mama Gideaux | Distress Signal (Saison 1, Épisode 13) |
| 1958  | Más allá de la angustia (en)                      |              |                                        |
| 1959  | Puerta de suspenso                                |              |                                        |
| 1959  | Teresa                                            | Eulalia      |                                        |
| 1960  | Pensión de mujeres (en)                           |              |                                        |
| 1963  | Tres caras de mujer (en)                          |              |                                        |
| 1963  | Mi mujer y yo (en)                                |              |                                        |
| 1963  | Madres egoístas (en)                              |              |                                        |
| 1963  | Las modelos (en)                                  |              |                                        |
| 1964  | Cumbres Borrascosas (en)                          |              |                                        |
| 1965  | Un grito en la obscuridad                         |              |                                        |
| 1965  | La impostora                                      |              |                                        |
| 1965  | Alma de mi alma (en)                              |              |                                        |
| 1966  | El despertar (en)                                 |              |                                        |
| 1966  | Cristina Guzmán (en)                              |              |                                        |
| 1966  | Corazón salvaje (en) Wild Heart                   |              |                                        |
| 1967  | Un pobre hombre (en)                              |              |                                        |
| 1967  | Engáñame (en)                                     |              |                                        |
| 1968  | Pasión gitana (en)                                |              |                                        |
| 1968  | Águeda (en)                                       |              |                                        |
| 1969  | No creo en los hombres (en)                       | Asunción     |                                        |
| 1970  | La sonrisa del diablo (en)                        | Toña         |                                        |
| 1970  | Les Tueurs de l'Ouest (es) El precio de un hombre |              |                                        |
| 1971  | Velo de novia (en) (es) Veil of dride             |              |                                        |